# Oulactis muscosa
Oulactis muscosa is een zeeanemonensoort uit de familie Actiniidae.
Oulactis muscosa is voor het eerst wetenschappelijk beschreven door Drayton in Dana in 1846.